# Céreste
Céreste is een gemeente in het Franse departement Alpes-de-Haute-Provence (regio Provence-Alpes-Côte d'Azur). De gemeente telde 1.195 inwoners op 1 januari 2022. De plaats maakt deel uit van het arrondissement Forcalquier. Het is de plaats waar Henri Cartier-Bresson overleed op 95-jarige leeftijd.

## Geografie
De oppervlakte van Céreste bedroeg op 1 januari 2022 32,54 vierkante kilometer; de bevolkingsdichtheid was toen 36,7 inwoners per km².
De onderstaande kaart toont de ligging van Céreste met de belangrijkste infrastructuur en aangrenzende gemeenten.

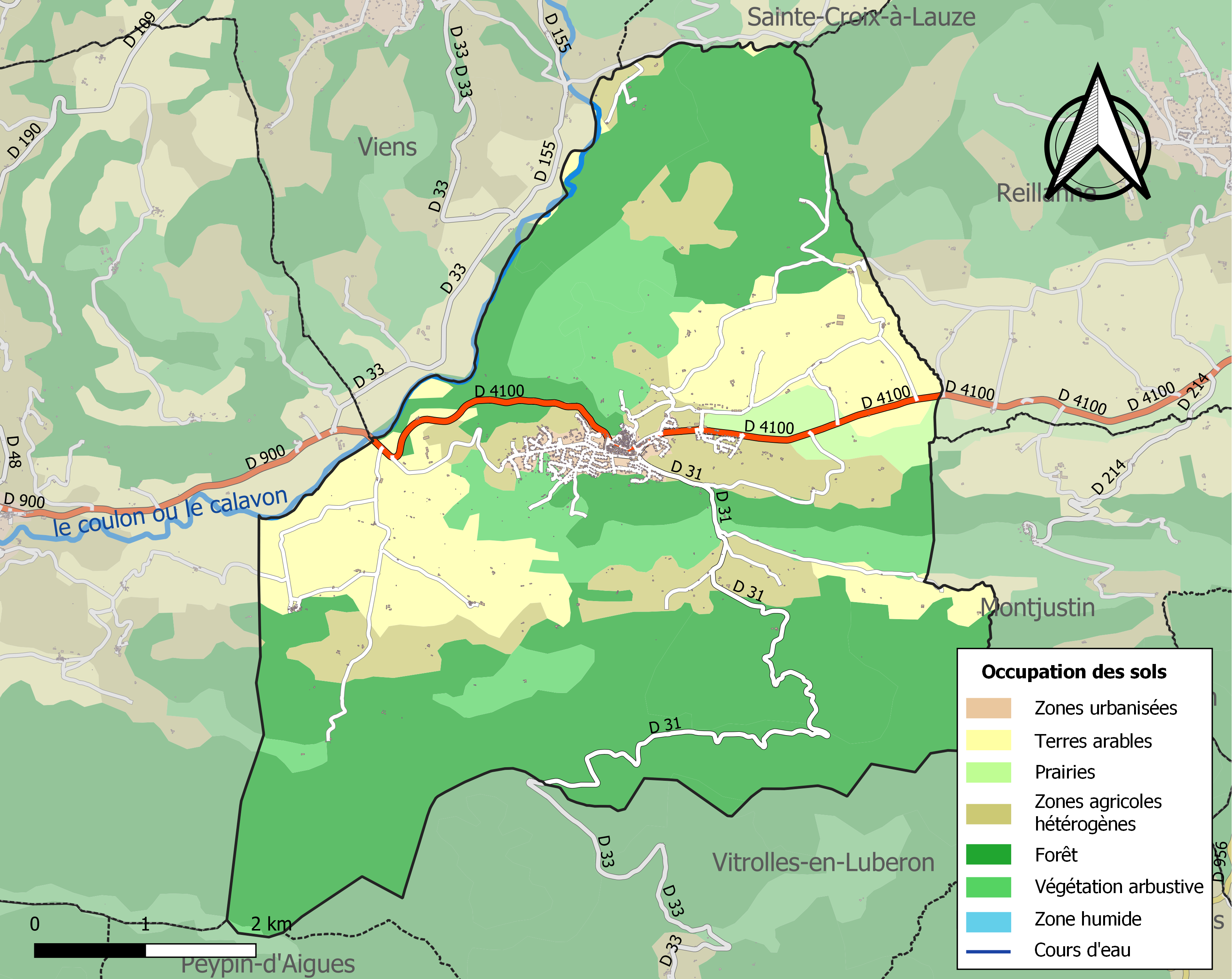

## Demografie
Onderstaande figuur toont het verloop van het inwonertal (bron: INSEE-tellingen).
Vanwege een beveiligingsprobleem met de MediaWiki Graph-software is het momenteel niet mogelijk deze grafiek weer te geven. Zodra de software is bijgewerkt zal de grafiek vanzelf weer zichtbaar worden.